# Paddy Jackson
Pour les articles homonymes, voir Jackson.

a Compétitions nationales et continentales officielles uniquement.

b Matchs officiels uniquement.
Dernière mise à jour le 22 août 2023.
David Patrick Lindsay James Jackson dit « Paddy Jackson », né le 5 janvier 1992 à Lisburn, est un joueur international irlandais de rugby à XV qui évolue au poste de demi d'ouverture (1,78 m pour 86 kg). Il joue pour le club français du Lyon OU en Top 14 à partir de 2023.

## Biographie
Paddy Jackson fait ses débuts avec l'équipe senior de l'Ulster, à partir de mai 2011, lors d'une rencontre de Celtic League face aux Newport Gwent Dragons où il est titularisé au poste de demi d'ouverture à l'âge de dix-neuf ans.
En mai 2012, il est titulaire lors de la finale de Coupe d'Europe perdue par son équipe face au Leinster (42-14).
Lors de l'année 2013, il obtient sa première cape internationale avec l'équipe d'Irlande le 24 février contre l'Écosse dans le cadre du Tournoi des Six Nations 2013. Trois mois plus tard, il dispute la finale du Pro12 avec sa province en qualité de titulaire mais il s'incline une nouvelle fois face au Leinster.
Par la suite, son contrat est résilié en avril 2018 par la fédération irlandaise et la province de l'Ulster à la suite d'un procès pour viol où il a finalement été acquitté,.
Il rejoint l'USA Perpignan en juin 2018 pour deux saisons. Cependant, après la relégation de l'USAP en Pro D2, il signe avec les London Irish, promus en Premiership, en 2019.
En mai 2022, il dispute la finale de Coupe d'Angleterre (en) contre les Worcester Warriors, il inscrit vingt des vingt-cinq points de son équipe durant le match mais il manque trois pénalités cruciales au cours des prolongations, le score final étant de vingt-cinq partout à la fin du match, se sont finalement les Warriors qui remportent cette compétition après avoir inscrit plus d'essais lors de cette rencontre.
Lors de la saison 2022-2023, il termine meilleur réalisateur de la saison de Premiership avec 205 points inscrits.
À la suite de l'exclusion des London Irish de son championnat pour difficultés financières, il rejoint le Lyon OU en juin 2023 pour la saison 2023-2024, et signe son retour en  Top 14 le 19 août 2023 en entrant en jeu contre Toulon. Après une bonne première moitié de saison, il prolonge son contrat avec le LOU jusqu'en 2026.

## Statistiques en équipe nationale
Au 5 juin 2023, Paddy Jackson compte vingt-cinq sélections dont quatorze en tant que titulaire, depuis sa première sélection le 24 février 2013 à Dublin face à l'Écosse.  Il inscrit 195 points, deux essais, 30 pénalités, 46 transformations et un drop.
Il participe à trois éditions du Tournoi des Six Nations, en 2013, 2014 et 2017. Il remporte le Tournoi en 2014 sans faire le Grand Chelem. Il participe à une édition de la Coupe du monde, en 2015 où il joue une rencontre, face à la Roumanie.

## Palmarès

### En club
- Finaliste de la Coupe d'Europe en 2012 avec l'Ulster.
- Finaliste du Pro12 en 2013 avec l'Ulster.
- Finaliste de la Coupe d'Angleterre en 2022 (en) avec les London Irish.

### En sélection
- Vainqueur du Tournoi des Six Nations en 2014 avec l'équipe d'Irlande.

### Récompenses individuelles
- Meilleur réalisateur de la Premiership en 2023 avec 205 points.